# Unieszyno
Unieszyno (kaschubisch Ùnieszëno; deutsch Groß Wunneschin) ist ein Ortsteil der Landgemeinde Cewice (Zewitz) im Powiat Lęborski (Kreis Lauenburg) in der polnischen Woiwodschaft Pommern. Der Ortsteil besteht aus den Dörfern Unieszyno (deutsch Groß Wunneschin), Unieszynko (deutsch Klein Wunneschin) und Unieszyniec (deutsch Neu Wunneschin).

## Geographische Lage
Die Ortschaft liegt in Hinterpommern, etwa 15 Kilometer südwestlich der Stadt Lauenburg i. Pom. (Lębork).

## Geschichte
Um 1784 gab es in Groß Wunneschin oder Wonschin zwei Vorwerke, drei Bauernhöfe, vier Kossäten, eine Schmiede und insgesamt 17 Feuerstellen (Haushaltungen). Besitzer des Dorfs war seinerzeit Caspar Friedrich v. Massow.
Bis 1945 bildete das Dorf Groß Wunneschin einen Ortsteil der Gemeinde Wunneschin im Landkreis Lauenburg i. Pom.
Gegen Ende des Zweiten Weltkriegs wurde die Region Anfang März 1945 von der Sowjetarmee besetzt und einige Zeit danach zusammen mit ganz Hinterpommern unter polnische Verwaltung gestellt. Anschließend begann im Dorf die Zuwanderung polnischer Zivilisten. Groß Wunnescin erhielt den polnischen Ortsnamen Unieszyno. In der darauf folgenden Zeit wurden Groß Wunneschins Alteinwohner vertrieben.
Das heutige Unieszyno gehört zum Powiat Lęborski (Kreis Lauenburg in Pommern) in der polnischen Woiwodschaft Pommern (bis 1998 Woiwodschaft Słupsk). Der Ort ist Teil und Amtssitz der Gmina Cewice. Heute wohnen hier 221 Menschen.

## Persönlichkeiten: Söhne und Töchter des Ortes
- Anna von Bonin (1856–1933), geborene von Zanthier, deutsche Schriftstellerin
- Helmut Pommerening (1902–nach 1950), deutscher Polizeifunktionär und SS-Sturmbannführer